# Julie de Bona

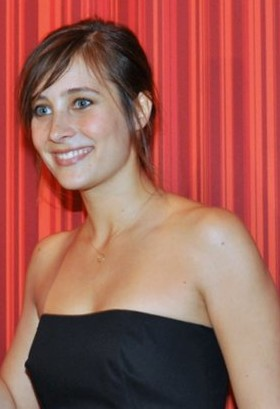
Julie de Bona 2011

Julie de Bona (* 7. Dezember 1980) ist eine französische Schauspielerin mit italienischen und vietnamesischen Wurzeln.

## Leben
Julie de Bona, die Tochter einer Schneiderin und eines Informatikers, studierte zunächst Biochemie. Mit 19 Jahren entschied sie sich, das Studium ein Jahr auszusetzen, um sich als Schauspielerin zu versuchen. Sie schrieb sich am Conservatoire d’Art Dramatique in Montpellier ein und besuchte anschließend das Studio Pygmalion in Montrouge. 2004 setzte sie ihre Schauspielausbildung im Atelier Damien Acoca in Paris fort und ließ sich später in der Schauspieltechnik Sanford Meisners unterrichten.
Ab 2002 stand sie in Theatern wie dem Théâtre de Paris in Stücken von Josiane Balasko, Woody Allen und Molière neben Schauspielern wie Gérard Jugnot und Martin Lamotte auf der Bühne. Auch mit Stand-up-Comedy trat sie auf. Im Jahr 2023 spielte sie an der Seite von Élie Semoun die Hauptrolle in der Komödie Suite Royale am Théâtre de la Madeleine unter der Regie von Bernard Murat.
Seit 2002 ist sie auch beim Film und Fernsehen tätig. In dem Kriegsfilm Tage des Ruhms kam sie 2006 in einer kleinen Nebenrolle zum Einsatz. Vor der Kamera ist sie jedoch zumeist in Filmkomödien wie Camping 2 zu sehen. Auftritte im Fernsehen hatte sie über die Jahre unter anderem in den Serien Une famille formidable und La Smala s’en mêle. In den für das Fernsehen produzierten Miniserien Le Tueur du lac (2017) und Peur sur le lac (2020) ersetzte sie ihre Schauspielkollegin Barbara Schulz in der Rolle der Polizistin Lisa Stocker, die Schulz 2015 in der Miniserie Le Mystère du lac verkörpert hatte. In der zur Zeit des Ersten Weltkriegs spielenden Miniserie Kämpferinnen hatte de Bona als Mutter Oberin 2022 neben Audrey Fleurot, Sofia Essaïdi und Camille Lou eine der vier weiblichen Hauptrollen inne. Mit Fleurot und Lou hatte sie zuvor bereits die Ende des 19. Jahrhunderts angesiedelte Miniserie Der Basar des Schicksals (2019) gedreht.
De Bona hat eine jüngere Schwester, die Künstlerin Olivia de Bona (* 1985). Am 13. August 2018 gab Julie de Bona auf Instagram die Geburt ihres ersten Kindes bekannt.

## Filmografie (Auswahl)
- 2002: La Vie devant nous (TV-Serie, drei Folgen)
- 2005: Quand les anges s’en mêlent …
- 2005: Demain la veille (Kurzfilm)
- 2005–2007: SoeurThérèse.com (TV-Serie, sechs Folgen)
- 2006: Tage des Ruhms (Indigènes)
- 2006: Boulevard du Palais (TV-Serie, eine Folge)
- 2006–2017: Une famille formidable (TV-Serie, 14 Folgen)
- 2007: Je déteste les enfants des autres
- 2007: La Légende des 3 clefs (TV-Miniserie)
- 2009: Cyprien
- 2009: Quand passe le bus (Kurzfilm)
- 2010: Les Princes de la nuit
- 2010: Camping 2
- 2010: Au bas de l’échelle (TV-Film)
- 2011: Beur sur la ville
- 2011: L’Amour en jeu (TV-Film)
- 2012: Talons aiguilles & bottes de paille (TV-Serie, 26 Folgen)
- 2012–2014: La Smala s’en mêle (TV-Serie, sieben Folgen)
- 2013: Né quelque part
- 2014: La Vallée des mensonges (TV-Film)
- 2014: La Voyante (TV-Film)
- 2014: Maintenant ou jamais
- 2014–2015: Ma pire angoisse (TV-Serie, acht Folgen)
- 2015: Un parfum de sang (TV-Film)
- 2015: Le Secret d’Elise (TV-Miniserie)
- 2016: Innocente (TV-Serie, sechs Folgen)
- 2016: Entre deux mères (TV-Film)
- 2016: Enfin des bonnes nouvelles
- 2016: Dehors, tu vas avoir si froid
- 2017: Le Tueur du lac (TV-Miniserie)
- 2017: Schlittenfahrt ins Weihnachtsglück (Coup de Foudre à Noël, TV-Film)
- 2018: Une mère sous influence (TV-Film)
- 2018: Ils ont échangé mon enfant (TV-Film)
- 2019: Made in China
- 2019: Der Basar des Schicksals (Le Bazar de la Charité, TV-Miniserie)
- 2020: Angst auf dem See (Peur sur le lac, TV-Miniserie)
- 2020: Apprendre à t’aimer (TV-Film)
- 2021: Plan B (TV-Miniserie)
- 2021: Mise à Nu (TV-Film)
- 2021: Je l’aime à mentir (TV-Film)
- 2021: Service volé (TV-Film)
- 2022: Kämpferinnen (Les Combattantes, TV-Miniserie)
- 2022: Le Souffle du dragon (TV-Film)
- 2022: La Maison d’en face (TV-Miniserie)
- 2023: L’École de la vie (TV-Serie, sechs Folgen)
- 2024: Der Graf von Monte Christo (Le Comte de Monte-Cristo)